# Kanton Petreto-Bicchisano
Petreto-Bicchisano is een voormalig kanton van het Franse departement Corse-du-Sud. Het kanton maakte deel uit van het arrondissement Sartène. Het werd opgeheven bij decreet van 24 februari 2014 met uitwerking op 22 maart 2015.

## Gemeenten
Het kanton Petreto-Bicchisano omvatte de volgende gemeenten:
- Argiusta-Moriccio
- Casalabriva
- Moca-Croce
- Olivese
- Petreto-Bicchisano (hoofdplaats)
- Sollacaro